# Lk III
LK-III (полное название Leichte Kampfwagen III) — легкий танк Германской империи. Был спроектирован в 1918 году инженером Фольмером. Танк одобрили, но конец Первой Мировой и Ноябрьская революция поставили крест на этих разработках.

## История создания
Осенью 1918 года, буквально за несколько месяцев до конца Первой Мировой войны, коллектив инженеров под руководством конструктора Йозефа Фолльмера представил проект новой боевой машины, конструкция которой основывалась шасси на недавно построенного LK-II. Главным образом, значительно переработке подвергся корпус танка. На LK-II боевое отделение располагалось сзади, за моторно-трансмиссионным отсеком, что положительно сказывалось на защищенности экипажа, но отрицательно — на обзор вперёд. Устранить этот недостаток можно было только полностью переделав компоновку танка.

## Описание конструкции

### Корпус
На новой машине, названной LK-III, двигатель был перенесен в кормовую часть корпуса. Боевой отсек и отделение управления, соответственно, расположили спереди. Место водителя находилось перед местом командира танка и имело небольшую надстройку с тремя смотровыми щелями. Командир и заряжающий располагались в бронированной рубке сзади и чуть выше. Для посадки и высадки из танка служили двери в бортах рубки.

### Вооружение
Вооружение LK-III, по наиболее распространенной на данный момент версии, могло состоять из 57-мм пушки или 20-мм автоматического орудия Беккера (Becker Flieger Kanone). Впрочем, нельзя отвергать и возможное наличие пулемётного варианта.

### Двигатель и трансмиссия
По всей видимости, при производстве LK-III также планировали использовать автомобильные агрегаты, так что марка двигателя могла быть любой. Точно можно сказать, что тип двигателя относился к бензиновому, а его мощность могла варьироваться в пределах 50-60 л. с. В состав трансмиссии танка входили: главный фрикцион, 4-скоростная КПП автомобильного типа, продольный вал с коническими шестернями, дисковые сцепления и ленточные тормоза.

### Ходовая часть
Ходовая часть LK-III полностью заимствовалась от LK-II. Она крепилась между двумя параллельными стенками, а к раме с каждого борта монтировались пять тележек по четыре опорных катка и ещё одна тележка крепилась спереди и выполняла функцию упорной. Направляющее колесо располагалось в носовой части и было снабжено винтовым механизмом натяжения гусениц. Ведущее колесо, соответственно, устанавливалось сзади и имело зубовый тип зацепления. Поддерживающие ролики отсутствовали, а подвеска опорных тележек была блокированная, на винтовых пружинах, так что на особую плавность хода рассчитывать не приходилось. Траки также планировали использовать стандартные, крупнозвенчатые, шагом 140 мм и шириной 250 мм. Количество траков в одной цепи — 74 штуки.

### Дополнительное оборудование
Планировалось установить на танк LK-III радиостанцию, но дело так и не дошло до изготовления натурного образца.

### Экипаж танка
Экипаж танка Lk lll состоял из трех человек: командира, механика-водителя и заряжающего.

## Планы производства

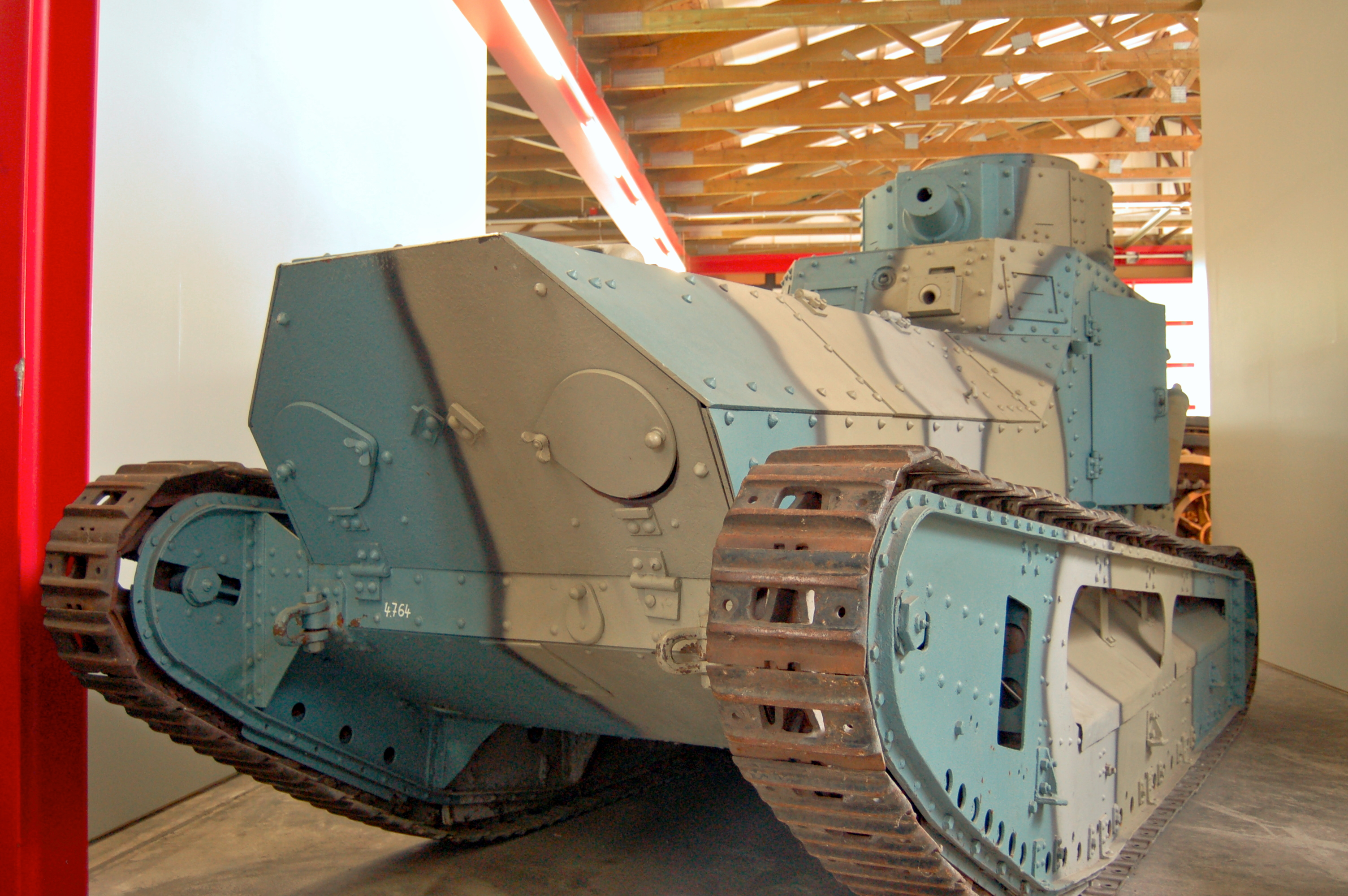
Танк LK II, предшественник LK III

Заказ на постройку серии сразу из 1000 танков варианта LK-III был получен в октябре 1918 года, но выполнить его хотя бы в частичном объёме, разумеется, не удалось. Не был даже построен прототип танка. После завершения войны проект дальнейшего развития не получил, поскольку более надежным путем посчитали модернизацию танка LK-II, который в 1919—1921 гг. выпускался серийно и поставлялся на экспорт.

## Оценка проекта
В заключение можно сказать, что французский легкий танк «Рено» FT-17 появился на один год раньше и легко заметить, что германский LK-III строился по той же компоновочной схеме, которая позже стала называться «классической». В Первой мировой войне германские войска встретились с танками «Рено» в мае 1918 года и проектирование танка LK-III явно велось под их влиянием.
Но все же германские конструкторы успели оценить преимущества классической компоновки и смогли быстро в неё «вписать» уже разработанную машину.